# Ivar Mathisen
Ivar Mathisen (Bærum, Akershus, 14 de junho de 1920 — Bærum, Akershus, 7 de outubro de 2008) foi um canoísta  norueguês especialista em provas de velocidade.

## Carreira
Foi vencedor da medalha de prata em K-2 10000 m em Londres 1948, junto com o colega de equipa Knut Østby.